# Josef Sachs

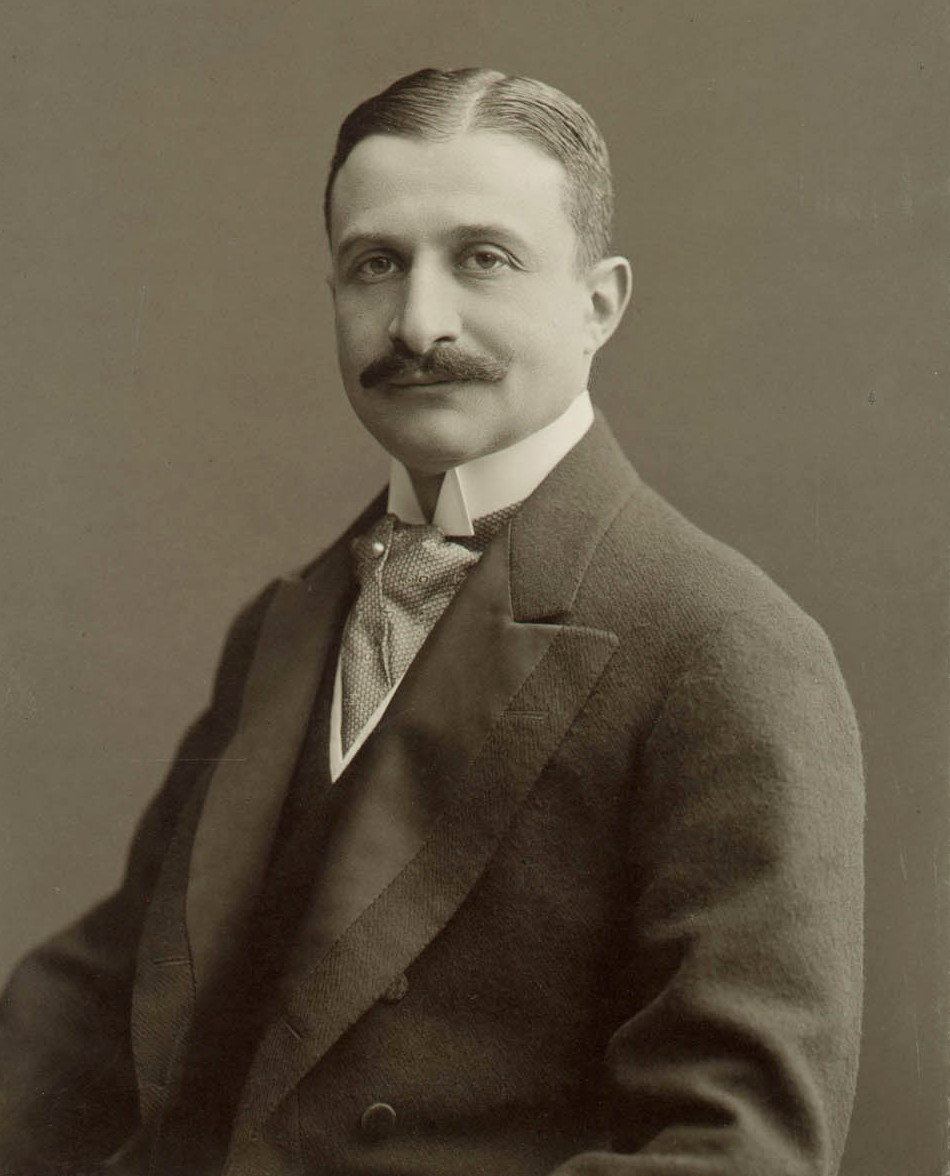
Josef Sachs (1872–1949) auf einem Fotog des Ateliers Florman.

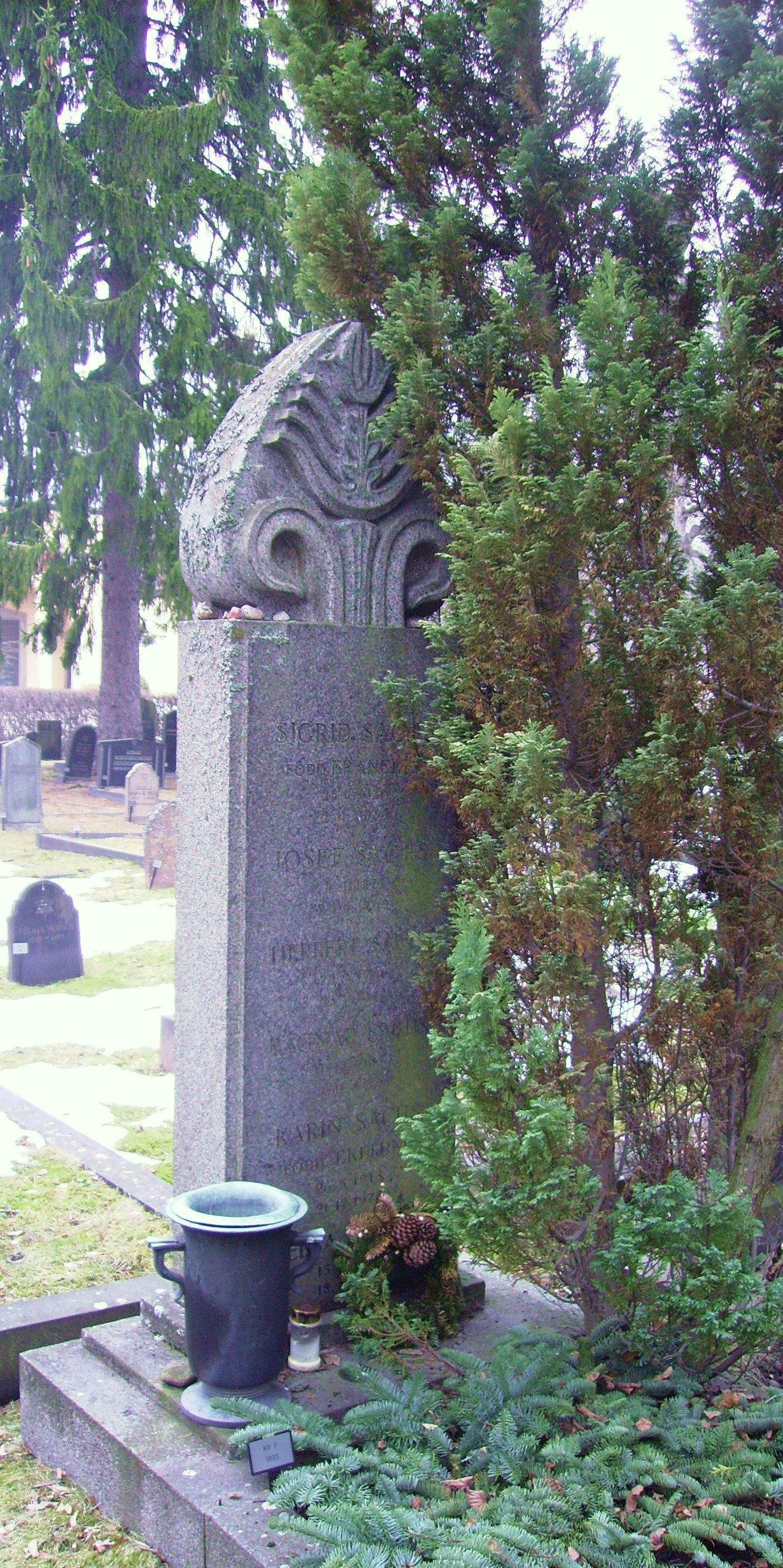
Josef Sachs, Grabstein am jüdischen Friedhof in Solna

Josef Ernst Sachs (* 4. Januar 1872 in Stockholm; † 23. Juni 1949) war ein schwedischer Unternehmer und Mäzen. Er war Gründer des Warenhauskonzerns Nordiska Kompaniet, den er 1915 bis 1937 auch als Generaldirektor leitete.

## Leben
Sachs war der Sohn des aus Walldorf in Sachsen-Meiningen nach Schweden zugewanderten und bereits durch Handel zu erheblichem Wohlstand aufgestiegenen Simon Sachs (1839–1907). Auch Josef Sachs begeisterte sich für den Einzelhandel. Nach Auslandsreisen entschied er sich, auch in Schweden ein Großwarenhaus nach dem Vorbild von Harrods zu errichten. Er realisierte diesen Traum mit der Schaffung des NK-Kaufhauses. Das 1915 eröffnete Großwarenhaus in der Stockholmer Hamngatan wies Schwedens erste Rolltreppe auf und war auf den Luxuskonsum der Oberschichten ausgerichtet.
Im Ersten Weltkrieg war Sachs in die Verhandlungen des neutralen Schweden mit den Mittelmächten eingebunden. Gemeinsam mit seinem Schwager Artur Thiel, dem Bruder von Ernest Thiel stiftete er das 1911 errichtete Kinderspital Sachsska barnsjukhuset in Stockholm. In der Zwischenkriegszeit kam der Warenhauskonzern zeitweilig in erhebliche wirtschaftliche Schwierigkeiten – die einseitige Ausrichtung auf ein Luxussortiment erwies sich als problematisch. Vor allem die schwere Nachkriegsrezession in Schweden von 1921 bis 1922 erwies sich als bedrohlich. Sachs besaß auch 1920 bis 1934 ein Warenhaus in Buenos Aires.
Sachs war 40 Jahre in der Handelskammer aktiv, wirkte 25 Jahre als Präsident des Verbandes der schwedischen Holzindustrie und war Mitglied des Verwaltungsrates der Enskilda Bank. Privat betätigte sich Sachs als Kunstsammler mit weit gespannten Interessen. Schließlich konzentrierte er sich auf schwedisches Porzellan und Silberen. Seinen Angestellten gewährte er freie ärztliche Versorgung und Pensionsansprüche. Als Neuerer im Handel begegnete Sachs allerdings auch Widerständen. So gründete er, gemeinsam mit dem (ebenfalls jüdischen) Eigentümer des Göteborger Billigwarenhauses Grand Bazar, Herman Gustaf Turitz (1884–1957), 1930 das EPA-Warenhaus, einen Einheitspreisladen nach dem von Franklin Winfield Woolworth geschaffenen amerikanischen Vorbild. Daraufhin gab es eine Kampagne aus Kreisen des konkurrierenden mittelständischen Einzelhandels mit antisemitischem Beiklang.
Die Memoiren von Josef Sachs erschienen in zwei Bänden unter dem Titel Saldo meines Lebens ( Mitt Livs Saldo, Köpman och förhandlare, Josef Sachs, Norstedts 1949, und Mitt Livs Saldo, Resenär och organisatör, Josef Sachs, Norstedts 1949).